# هيروشي كييوتاكه
هيروشي كييوتاكه (مواليد 12 نوفمبر 1989 في أويتا، أويتا) لاعب كرة قدم ياباني يلعب حاليا لصالح نادي الدرجة الأولى نادي نورمبرغ الألماني منذ 2008 في مركز الوسط .

## روابط خارجية
- هيروشي كييوتاكه على موقع الاتحاد الدولي (مؤرشف)  (الإنجليزية)
- هيروشي كييوتاكه على موقع الاتحاد الأوربي (الإنجليزية)
- هيروشي كييوتاكه على موقع رابطة كرة القدم اليابانية للمحترفين (اليابانية)
- هيروشي كييوتاكه على موقع إي إس بي إن إف سي (الإنجليزية)
- هيروشي كييوتاكه على موقع قاعدة بيانات كرة القدم.إي يو (الإنجليزية)
- هيروشي كييوتاكه على موقع بيانات كرة القدم. دي إي (الألمانية)
- هيروشي كييوتاكه على موقع ناشيونال فوتبول تيمز (الإنجليزية)
- هيروشي كييوتاكه على موقع Soccerbase.com (لاعب) (الإنجليزية)
- هيروشي كييوتاكه على موقع Soccerway.com (الإنجليزية)
- هيروشي كييوتاكه على موقع عالم كرة القدم.نت (الإنجليزية)